# Johann Caspar Goethe

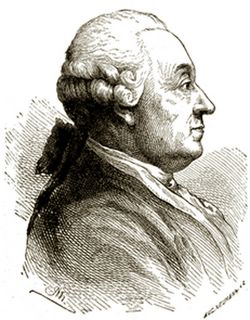
Johann Caspar Goethe

Johann Caspar Goethe (* 29. Juli 1710 in Frankfurt am Main; † 25. Mai 1782 ebenda) war ein wohlhabender Jurist und Kaiserlicher Rat in Frankfurt am Main. Sein Sohn Johann Wolfgang gilt als einer der bedeutendsten deutschsprachigen Dichter und herausragende Persönlichkeit der Weltliteratur.

## Leben

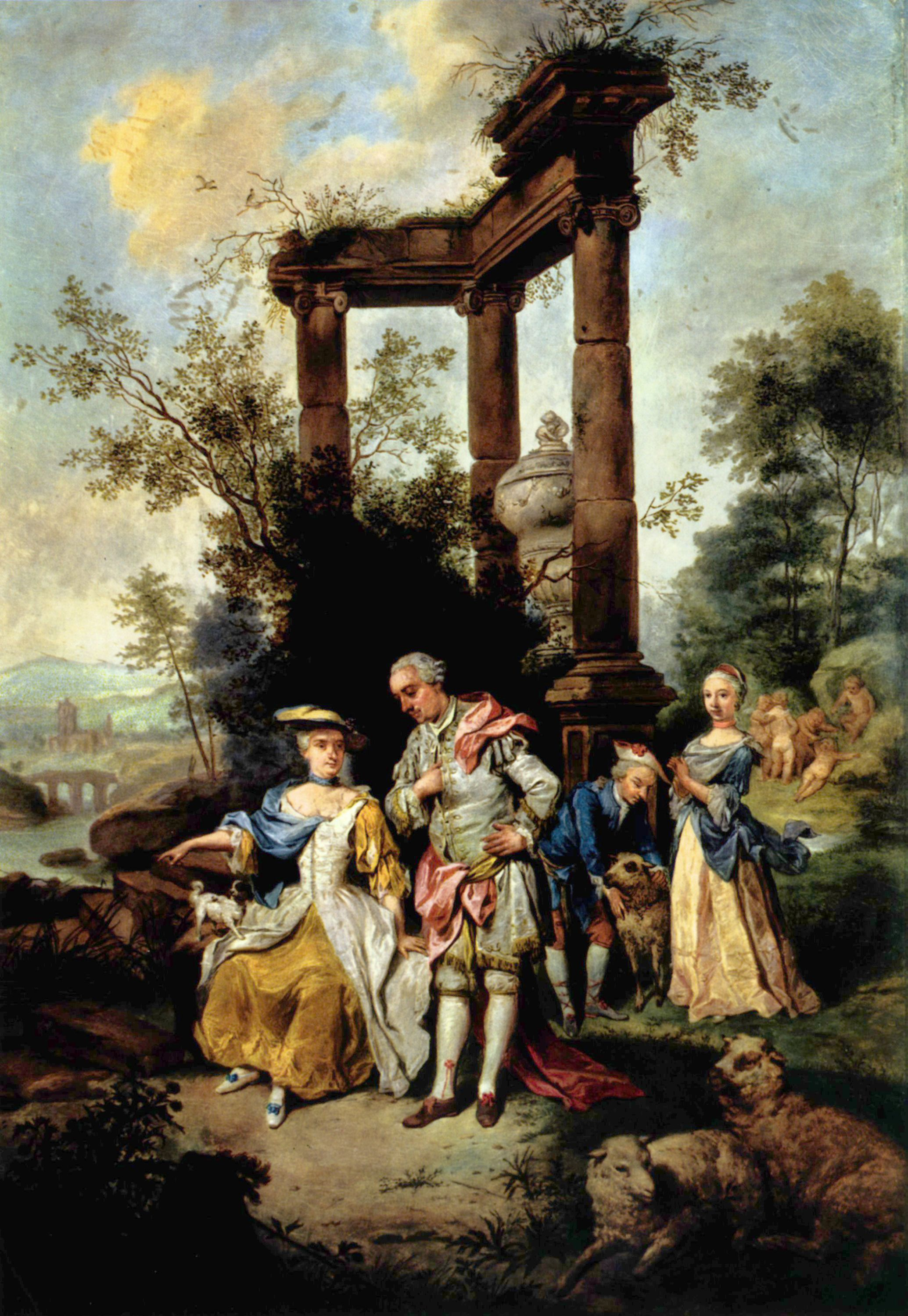
Familie Goethe in Schäfertracht (Johann Conrad Seekatz 1762)

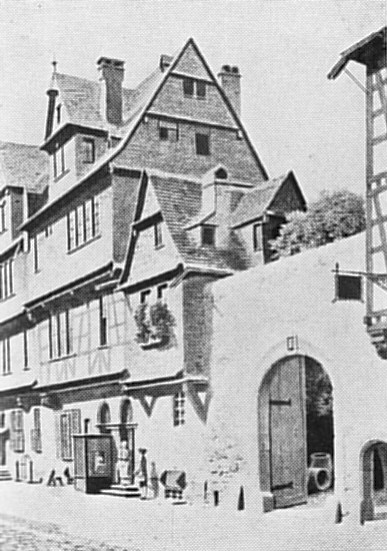
Goethes Geburtshaus vor Umbau 1755

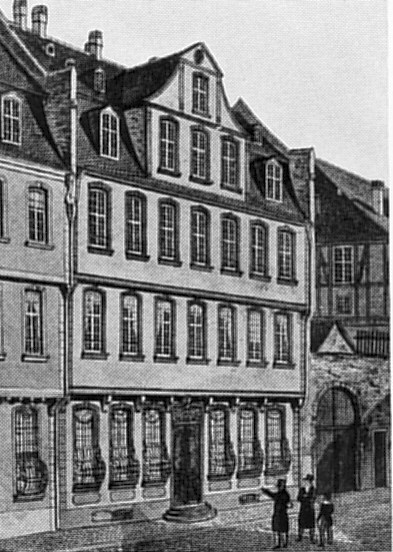
Goethes Geburtshaus nach Umbau 1755

Johann Caspar Goethe wurde in Frankfurt am Main als jüngster Sohn von Friedrich Georg Göthe (1657–1730) und Cornelia Walther (1668–1754) geboren. Er besuchte von 1725 bis 1730 das Casimirianum in Coburg. Ab 1730 studierte er Jura in Gießen und ab 1731 in Leipzig. 1739 wurde er wiederum in Gießen zum Doctor beider Rechte promoviert und arbeitete anschließend am Reichskammergericht in Wetzlar. In Regensburg und Wien lernte er die Arbeitsweise des Immerwährenden Reichstags und des Reichshofrates kennen, zweier anderer wichtiger Institutionen des Heiligen Römischen Reiches.
1740 bis 1741 unternahm er eine Bildungsreise nach Italien und schrieb darüber ein Reisebuch in italienischer Sprache (Viaggio per l’Italia). Ende 1741 kehrte Goethe nach Frankfurt zurück, wo er schon seit 1733 gemeinsam mit seiner verwitweten Mutter zwei nebeneinanderliegende Fachwerkhäuser am Großen Hirschgraben besaß. Die Übernahme des angestrebten politischen Amtes in seiner Vaterstadt blieb ihm verwehrt, weil sein Halbbruder Hermann Jacob (1697–1761), ein Zinngießermeister aus der ersten Ehe seines Vaters, schon Mitglied im Rat war. Direkte Verwandte konnten nicht gleichzeitig städtische Ratsherren sein.
Am 16. Mai 1742 erwarb er für etwa 300 Gulden den Titel eines Wirklichen Kaiserlichen Rathes unter Kaiser Karl VII., der während seiner Regierungszeit längere Zeit in Frankfurt lebte. Der Kaiser schätzte Goethe sehr, starb allerdings schon 1745, sodass Goethe auch die vielleicht erhoffte Laufbahn als kaiserlicher Diplomat verschlossen blieb.
Goethe blieb daraufhin in Frankfurt und lebte fortan als Privatmann, da ihm die Erträge seines Vermögens eine standesgemäße Haushaltsführung erlaubten und er keinem Broterwerb nachzugehen brauchte. Abgesehen von einigen Ausflügen in die nähere Umgebung verließ er nie mehr die Grenzen der Stadt. Am 20. August 1748 heiratete der inzwischen 38-jährige Kaiserliche Rat in der Katharinenkirche Catharina Elisabeth Textor, die älteste Tochter des Stadtschultheißen Johann Wolfgang Textor. Die Trauung vollzog der Pfarrer der Katharinenkirche, Johann Philipp Fresenius, ein Freund der Familie.
Am 25. Juni 1749 erwarb Goethe das Frankfurter Bürgerrecht. Fortan widmete er sich ausschließlich seinen privaten Studien, dem Aufbau einer Sammlung von kostbaren Büchern und Kunstwerken und der Erziehung seiner Kinder. Der älteste Sohn Johann Wolfgang wurde am 28. August 1749 geboren. Ihm folgten fünf weitere Kinder, von denen nur die 1750 geborene Cornelia das Erwachsenenalter erreichte.
Nach dem Tode seiner Mutter am 1. April 1754 ließ Goethe die Häuser im Großen Hirschgraben zu einem großzügigen Neubau mit 20 Räumen und einem repräsentativen, der Kaisertreppe im Römer nachempfundenen, Treppenhaus umgestalten. Gegenüber der städtischen Bauaufsicht deklarierte er das Projekt als Umbau. Das neue Haus bot den Büchern und Sammlungen Goethes genügend Platz. Die Bibliothek umfasste dem anlässlich ihrer Versteigerung 1795 angelegten Verzeichnis zufolge etwa 2000 Bände, darunter juristische und historische Werke, antike und zeitgenössische Literatur in mehreren Sprachen, Reisebeschreibungen sowie theologische Werke und Erbauungsliteratur. Die Gemäldesammlung umfasste ausschließlich zeitgenössische Werke Frankfurter Künstler; es ist kein Verzeichnis der Sammlung erhalten. Darüber hinaus sammelte Goethe, wie später auch sein Sohn, Gipsabgüsse antiker Plastiken sowie Mineralien.

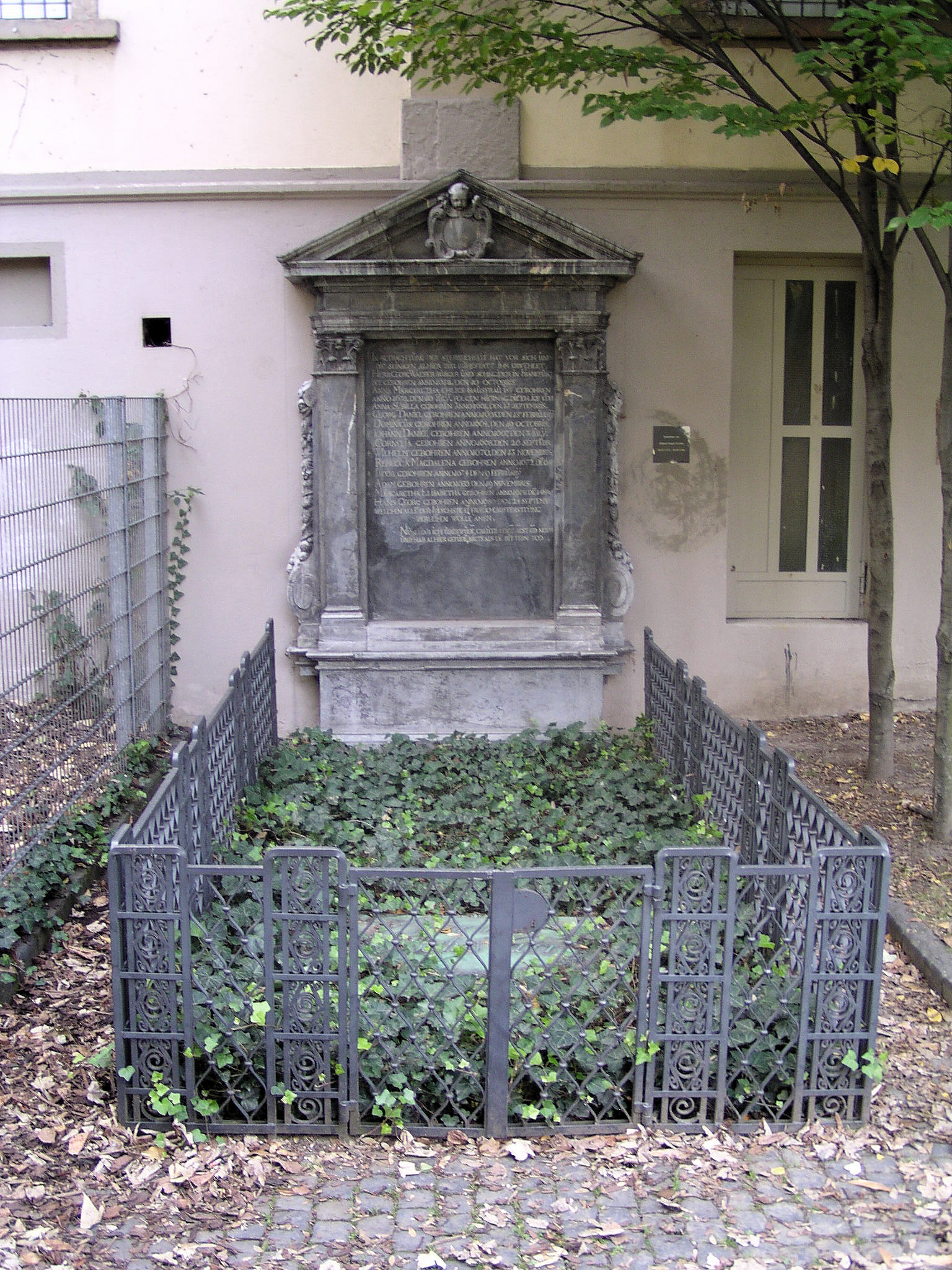
Grab auf dem Peterskirchhof

1759 besetzten französische Truppen im Siebenjährigen Krieg Frankfurt. Im Goetheschen Haus quartierte sich für mehrere Monate der Stadtkommandant, Graf Thoranc, ein. Das Verhältnis war gespannt, da Goethe nicht nur die Einquartierung als Belästigung empfand, sondern auch Anhänger Preußens, des französischen Kriegsgegners, war. Am Karfreitag 1759, nach der für die Franzosen siegreichen Schlacht bei Bergen kam es zu einer Auseinandersetzung im Treppenhaus, als Thoranc triumphierte und Goethe antwortete: „Ich wollte, sie hätten euch zum Teufel gejagt.“ Nur der Vermittlung seiner Frau hatte Goethe es zu verdanken, dass er nicht ins Gefängnis geworfen wurde.
Ab etwa 1770 verlor er mehr und mehr seine geistigen Fähigkeiten und wurde allmählich zum Pflegefall. 1779 erlitt er einen ersten Schlaganfall, dem im Oktober 1780 ein zweiter folgte. Johann Caspar Goethe war seitdem vollkommen gelähmt und starb am 25. Mai 1782. Sein Grab befindet sich auf dem Peterskirchhof in Frankfurt am Main. Er hinterließ seinem Sohn das beachtliche Vermögen von rund 90.000 Gulden.

## Wirken
In der Literatur wird Johann Caspar Goethe zumeist als ordnungsliebender und protestantisch-steifer Pedant beschrieben. Gleichzeitig war er aber ein ungewöhnlich gebildeter Mensch mit sehr vielseitigen Interessen. Er besaß eine Sammlung zeitgenössischer Malerei, ein Naturalienkabinett und eine Bibliothek von etwa 2000 Bänden. Er führte außerdem einen gastfreundlichen Haushalt und war aufgeschlossen gegenüber den gesellschaftlichen und kulturellen Entwicklungen seiner Zeit.
Obwohl ihm sein beachtliches Vermögen wirtschaftliche Unabhängigkeit verlieh, sah er sich als sozialen Außenseiter. Seinen politischen Ehrgeiz konnte er nicht verwirklichen. Aus der Aristokratie Frankfurts, dem Patriziat, blieb er ausgeschlossen, obwohl er als kaiserlicher Rat formal gleichrangig war. Dies erklärt vielleicht den Ehrgeiz, mit dem er den Lebensplan für seinen Sohn Johann Wolfgang entwarf. Diesem sollte der endgültige gesellschaftliche Aufstieg gelingen, der dem Vater noch verwehrt blieb.
Zu seinem 300. Geburtstag im Jahre 2010 wurde im Goethe-Haus in Frankfurt am Main die Ausstellung Johann Caspar Goethe. Vater, Jurist, Sammler, Frankfurter Bürger gezeigt.

## Werke
- Johann Caspar Goethe, Cornelia Goethe [verehelichte Schlosser], Catharina Elisabeth Goethe [geb. Textor]: Briefe aus dem Elternhaus. Hrsg. von Wolfgang Pfeiffer-Belli. mit drei Einführungen von Ernst Beutler. Zürich und Stuttgart, 1960.
- Johann Caspar Goethe: Reise durch Italien im Jahre 1740. Viaggio per l’Italia. Herausgegeben von der Deutsch-Italienischen Vereinigung e. V. Frankfurt am Main. Aus dem Italienischen übersetzt und kommentiert von Albert Meier unter Mitarbeit von Heide Hollmer. Illustrationen von Elmar Hillebrand. DTV, München 1986, ISBN 3-423-12680-9.